# Mistral (L9013)
El Mistral (L9013) es un buque de asalto anfibio líder de su clase que presta servicio en la Marine nationale (marina de guerra de Francia) desde 2006.

## Construcción
Este buque fue construido por DCN (luego DCNS). La obra comenzó con la colocación de quilla en 2003. Fue botado el casco en 2004 y el buque completo fue asignado en la Marine Nationale en 2006.

## Historia de servicio
El Mistral, junto al Tonnerre (uno de sus gemelos), cumplieron en sustituir al Ouragan y Orage en la marina de guerra francesa. En 2006 participó de la de evacuación de franceses en el Líbano durante el conflicto israelo-libanés.